# Archivio di deposito
(Glossario, Archivio di deposito)
L'archivio di deposito, secondo la legislazione italiana, è la seconda fase della vita dell'archivio. Durante il periodo di deposito la documentazione versata dagli organi periferici dello Stato negli Archivi di Stato competenti giace per trent'anni, vicino al termine dei quali vanno effettuate le operazioni di scarto del materiale che non si intende conservare da parte delle commissioni di sorveglianza e scarto riunite appositamente. Il materiale che non è scartato entra nella fase storica.
In area francese e tedesca la fase dell'archivio di deposito è invece distinta in due fasi separate: una di giacenza e una di scarto (detta "archivio intermedio" in Germania e "prearchivio" in Francia).

## L'archivio di deposito

### Premessa
All'inizio del nuovo anno l'archivista di un soggetto tenuto a seguire le disposizioni normative in materia di archiviazione (ad esempio un ente pubblico) si reca in tutti gli uffici e raccoglie tutte le pratiche chiuse nell'anno appena concluso, facendo spazio per quelle che arriveranno con l'attività del nuovo anno.
Tutta questa documentazione viene così trasferita in una nuova ubicazione poiché non deve più rispondere alle pressanti esigenze di consultazione (per fini pratici, amministrativi), ma può comunque tornare utile di tanto in tanto. Per la legge sulla trasparenza l'archivio di deposito deve restare consultabile, anche da soggetti esterni con un interesse diffuso.

### Vita dell'archivio

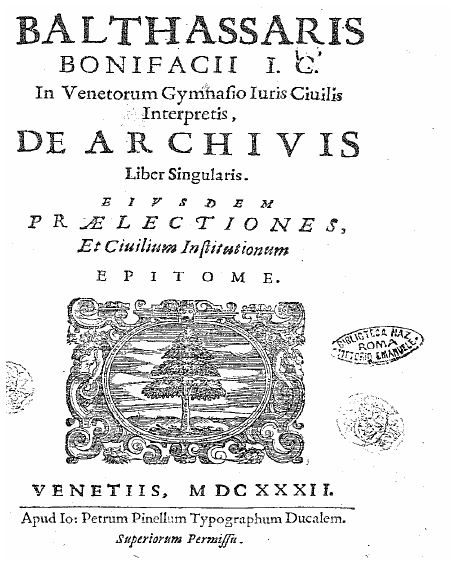
Frontespizio del De Archivis di Baldassarre Bonifacio, 1632

La vita dell'archivio è scandita da una fase di formazione nel presente (archivio corrente), una fase di transito (l'archivio di deposito, appunto) ed una fase finale, senza scadenza temporale (archivio storico). Questa impostazione deve una sua prima formulazione agli studi del teorico seicentesco Baldassarre Bonifacio, sviluppata e arricchita fino ai giorni nostri.
All'inizio del nuovo anno l'archivista di un soggetto tenuto a seguire le disposizioni normative in materia di archiviazione (ad esempio un ente pubblico) si reca in tutti gli uffici e raccoglie tutte le pratiche chiuse nell'anno appena concluso, facendo spazio per quelle che arriveranno con l'attività del nuovo anno.
Tutta questa documentazione viene così trasferita in una nuova ubicazione poiché non deve più rispondere alle pressanti esigenze di consultazione (per fini pratici, amministrativi), ma può comunque tornare utile di tanto in tanto. Per la legge sulla trasparenza l'archivio di deposito deve restare consultabile, anche da soggetti esterni con un interesse diffuso.
La legislazione italiana prevede un deposito di quarant'anni: entro tale soglia si dà per scontato che l'utilità dell'archivio per fini pratici e amministrativi sia gradualmente sfumata fino a azzerarsi quasi del tutto, mentre l'interesse dal punto di vista storico e culturale sia via via maturato, rendendo i tempi giusti per trasferire la documentazione in un'altra sede, dove venga messa a disposizione soprattutto di terze persone, sospinte da motivi di studio.
L'archivio di deposito è quindi una fase di transizione. Trascorsi i quarant'anni l'archivio viene trasferito nella cosiddetta sezione separata, se l'ente ne dispone, o in un archivio di concentrazione (come un Archivio di Stato).

### Gestione dell'archivio di deposito
Un aspetto fondamentale per la gestione di un archivio di deposito è la razionalizzazione e organizzazione della documentazione. Il metodo più seguito per il carteggio è quella di ricomporre i fascicoli seguendo la numerazione del titolario di classificazione, che viene assegnata fin dal momento del protocollo: ogni serie numerica indica il ramo dell'attività, l'ufficio competente e la sottoclasse. La seconda sotto-ordinazione si fa per numero di protocollo, che è indissolubilmente legata all'ordine di arrivo cronologico del documento nell'attività del soggetto.
Per i registri invece si crea una serie autonoma, ordinata solitamente in maniera cronologica, salvo quando si renda necessaria la costituzione di sottoserie. Si avrà quindi la serie dei registri di protocollo degli anni passati, ordinati uno dopo l'altro e non in allegato a ciascuna macrosezione annuale.
Il materiale che va in deposito deve essere elencato e la disposizione dei documenti deve essere organizzata con cura, divisi in faldoni e fascicoli. I locali dove viene depositato il materiale devono essere adeguati a tale scopo, privi di minacce come l'umidità, l'eccessiva luce, la vicinanza a fonti idriche o di calore, e corredati da un'impiantistica a norma di legge. Importante è anche il carattere di esclusività (i locali non devono contenere altro materiale che non quello d'archivio) e di accesso riservato agli archivisti.
Nella fase di deposito si deve iniziare un'analisi della documentazione che permetta di procedere, verso lo scadere del termine dei trent'anni, alla fase di selezione e scarto della documentazione superflua, per alleggerire la consistenza archivistica e renderla più praticabile.

### Lo scarto
Le operazioni di scarto sono uno dei momenti più delicati della vita di un archivio, poiché irreversibili. Innanzitutto lo scarto non deve mai compromettere il vincolo archivistico, che fa sì che un archivio possa essere considerato un "complesso organico", capace di ricreare l'attività del soggetto produttore.
Per procedere allo scarto esistono alcuni criteri oggettivi, ma in linea di massima è sempre necessaria una certa discrezionalità soggettiva dell'archivista che se ne occupa. Tra gli strumenti oggettivi c'è quello di predisporre un "massimario di scarto", che preveda per ogni tipologia di atto un termine cronologico di giacenza, che va dal minimo di un anno a tempi illimitati (come per i carteggi, le delibere e i registri). Inoltre sarebbe buona norma procedere a un primo scarto al momento di conclusione di ciascuna pratica, cioè nella fase dell'archivio corrente, eliminando in particolare tutte le copie e, dagli anni Settanta, le fotocopie che aumentano il volume del fascicolo. Altre volte lo scarto avviene con la riproduzione del materiale su un supporto meno ingombrante (come la scannerizzazione e memorizzazione informatizzata), anche se in questo campo la mancanza di conoscenza della reale durata dei supporti elettronici col passare degli anni ha frenato questa opzione.
Lo scarto vero e proprio è regolato in Italia dagli articoli 25 e 35 del D.P.R. 1409 del 1963, che lo lega alla fase di deposito ed all'applicazione del massimario di scarto, basato a sua volta sul titolario di classificazione. Il massimario è una sorta di indicizzazione a grandi linee della giacenza minima di un documento ed è regolato, a sua volta, dalla legge 241 del 1990, modificata con la legge 15/2005 e col Decreto Legislativo 35/2005. Il massimario però è legato essenzialmente a finalità pratiche, amministrative e giuridiche, mentre tace sulle finalità culturali dell'archivio nel futuro, necessitando delle valutazioni supplementari decise soggettivamente dall'archivista.
Sono stati evidenziati così due principi:
1. La conservazione del documento: gli originali degli atti tipici di quell'ente devono essere sempre conservati (delibere, statuti, ma anche fatture, ecc.).
2. La conservazione della memoria di una notizia: si conserva ogni atto che contiene una notizia in maniera esclusiva.

Un esempio di documentazione che viene scartata è quella legata ai cartellini dei dipendenti: i massimari di scarto indicano in genere una conservazione minima che va dai 5 ai 25 anni, dopodiché si possono scartare perché la notizia di ciò che un dipendente ha fatto si trova anche nel fascicolo personale (dove si trovano i permessi messi per iscritto, ecc.), nell'archivio dell'ufficio ragioneria (buste paga), ecc. Un altro esempio di notizia ridondante è quella dei fogli scritti per ordinare materiale: di solito le informazioni sono contenute nelle fatture. Lo stesso vale per i solleciti e, talvolta, le lettere di accompagnamento. Per altri materiali che sono tenuti in copia, come quelli normalmente affidati ad altri enti, si procede spesso a uno scarto a campione: di {\displaystyle x} faldoni se ne conservano solo {\displaystyle x/100} (per esempio) solo per mantenere la memoria di tale pratica e della modulistica dell'epoca.
Il materiale da scartare viene innanzitutto selezionato, poi si deve redigere una "proposta di scarto", con i titolo delle serie, gli estremi cronologici e la consistenza (il peso in kg). Inoltre si devono mettere per iscritto i motivi dello scarto e precisare come tale azione non vada a intaccare il vincolo naturale dell'archivio. La proposta viene valutata da una commissione, che varia a seconda del tipo di soggetto. Per gli archivi di enti pubblici statali "sorveglia" (questo è il termine tecnico) l'Archivio di Stato di quella provincia; per gli archivi di enti pubblici non statali (comuni, province e regioni) "vigila" la Soprintendenza archivistica regionale.
Quando la proposta è approvata il materiale, in Italia, veniva obbligatoriamente prelevato, a partire da un regio decreto del 1928, dalla Croce Rossa, che dopo aver fatto una pesa del materiale lo porta al macero in una cartiera, con addetti che garantiscano la distruzione nella macchina spappolatrice. Con questo compito si voleva dare una fonte di guadagno dalla cessione della carta alle cartiere private per la Croce Rossa. Dal 2001 le pubbliche amministrazioni possono servirsi di ditte specializzate che vengono appaltate su autorizzazione del Ministero dei Beni Culturali.

### Il trasferimento nell'Archivio storico
L'ultima fase della gestione dell'archivio di deposito è il trasferimento nei locali dell'Archivio storico, che dovrebbe avvenire dopo 40 anni, ma nella pratica è più diffuso un trasferimento cadenzato a blocchi di anni. Per effettuare lo spostamento viene predisposto un apposito verbale e un elenco di consistenza, uno schema cioè che per ogni unità o serie indichi il numero progressivo, il titolo, il numero di pezzi, la loro tipologia e gli estremi cronologici. Si tratta di un tipo di inventario, che in alcune zone è in uso fin dal Medioevo (come all'archivio del Comune ed all'archivio del Capitano del Popolo di Bologna).
Alcuni enti pubblici hanno un proprio archivio storico, detto "sezione separata". Ad essa gli archivi arrivano con l'istituto giuridico del versamento.
Gli enti che usano un archivio di concentrazione possono avvalersi di vari istituti:
- il versamento (tra due soggetti della stessa struttura istituzionale ed aventi la stessa natura giuridica),
- il deposito (i soggetti hanno diversa natura giuridica, ad esempio da privato a ente pubblico e il soggetto che deposita mantiene la proprietà),
- la donazione (il soggetto cede la proprietà a titolo gratuito)
- l'alienazione (cessione di proprietà a titolo oneroso).

## La normativa italiana
La legislazione italiana prevede, per quanto riguarda gli atti amministrativi prodotti dagli organi periferici dello Stato, che la giacenza nella fase di deposito duri 30 anni. Entro tale soglia si dà per scontato che l'utilità dell'archivio per fini pratici e amministrativi sia gradualmente sfumata fino a azzerarsi quasi del tutto, mentre l'interesse dal punto di vista storico e culturale sia via via maturato, rendendo i tempi giusti per trasferire la documentazione in un'altra sede, dove venga messa a disposizione soprattutto di terze persone, sospinte da motivi di studio. Trascorsi i trent'anni, ciò che viene salvato viene trasferito nell'Archivio di Stato locale di competenza, dopo la delicata operazione compiuta dalle commissioni di sorveglianza e scarto.

### Le Commissioni di sorveglianza e scarto negli uffici statali

#### Storia
Dopo il 1861, il Regno d'Italia iniziò ad interessarsi dell'attività scarto e la normativa si è occupata di quest'attività per evitare che ci fossero delle eliminazioni arbitrarie, come è avvenuto a Milano durante la direzione di Cesare Cantù (1873-1895) il quale mandò al macero la documentazione precedente al 1650 nonostante il divieto del Consiglio Nazionale degli Archivi. Nonostante alcuni provvedimenti presi nel 1902 e nel 1911, tali abusi continuarono finché nel 1963, all'interno della cosiddetta "Legge degli archivi" (D.P.R. 1409/1963), non si decise di costituire delle apposite commissioni chiamate di "sorveglianza e scarto" regolate dagli articoli 25-27, modificate in parte con la creazione del Ministero per i beni e le attività culturali nel 1975.
Al giorno d'oggi, tali commissioni sono regolate dal D.P.R. 37/2001, mentre per quanto riguarda lo scarto e il versamento ci si rifà al Codice dei beni culturali e del paesaggio del 2004, in precisione all'articolo 41 comma 3 che recita: «nessun versamento può essere ricevuto se non sono state effettuate le operazioni di scarto».

#### Composizione
Il valore diretto di un documento consiste nel valutare quel documento per lo scopo con cui è stato prodotto, generalmente legali, fiscali o amministrativi, anche oltre le fasi correnti e di deposito.
Il valore indiretto di un documento consiste invece nel valutare se quel documento può avere un valore "diverso" dal fine primario per cui è stato prodotto, ovvero se può diventare una fonte per la ricerca futura della storia di quel soggetto produttore.
Sulla base del D.P.R. 37/2001, le commissioni sono formate da 4 persone poste sotto la presidenza di un'altra persona:
- 2 rappresentanti dell'amministrazione al quale gli atti appartengono. Costoro hanno il compito principale di valutare il valore diretto della documentazione, cioè se la documentazione che hanno prodotto ha ancora un valore tale da considerarne la conservazione o l'eliminazione.
- 1 rappresentante dei beni culturali designato dal Direttore del competente Archivio di Stato locale. Questi ha il compito di valutare il valore indiretto della documentazione al riguardo e quindi ha un valore storico.
- 1 rappresentante del Ministero dell'Interno. Quest'ultima persona, appartenente per l'esattezza alla prefettura locale, valuta sulla consultazione della documentazione al riguardo per questioni riguardanti la privacy.

Dalla composizione si evince un elemento fondamentale, ossia che la responsabilità della scelta di che cosa conservare o eliminare non può essere lasciata solo ai soggetti produttori (Il soggetto produttore tende a considerare importante ciò che è legato alla fase dell'archivio corrente) e agli storici, ma all'archivista, che cerca di mediare fra le due parti. Inoltre, si rimarca ancora la presenza del Ministero dell'Interno per il controllo dei documenti soggetti alla privacy, come stabilito nel 1975.

#### Funzionamento
Come funzionano le commissioni e l'attività di scarto e selezione? In base al sopracitato decreto, si osservano a tal proposito i seguenti articoli:
- Articolo 2: si stabilisce la convocazione della Commissione sotto un presidente (ufficialmente ogni 120 giorni, anche se generalmente, per motivi di organico, ci si riunisce solo una volta all'anno); si indica l'attività del Presidente (questi deve curare una relazione annuale sull'attività della commissione); 3) si stabilisce la durata della commissione, che è triennale.
- Articolo 5: si sottolinea la responsabilità da parte del dirigente dell'ente di conservare accuratamente l'archivio in previsione della riunione della Commissione[8]. Qualora la documentazione prodotta dall'ente venga distrutta senza seguire le procedure e l'autorizzazione dal DG, scatta l'articolo 351 del Codice Penale, che prevede la reclusione fino a 5 anni.
- Articolo 6: si occupa dell'individuazione dei documenti da eliminare attraverso appositi strumenti quali i massimari di scarto e indicando il perché si è proceduto allo scarto di tali documenti. È importante sottolineare che l'attività delle commissioni interviene solo in fase di proposta, e che sarà solo la DG ad intervenire concretamente per decidere che cosa effettivamente distruggere.
- Articolo 8: si occupa delle modalità di cessione da parte delle amministrazioni degli atti scartati ad organizzazioni di volontariato o alla Croce Rossa Italiana. Le eventuali somme ricavate dalla cessione dovranno essere versate alla Tesoreria dello Stato.
- Articolo 9: si occupa dello scarto di documenti non consultabili per motivazioni di privacy. Le proposte di scarto di documenti sottratti alla libera consultabilità sono inoltrate, per i provvedimenti di competenza al Ministero dell'Interno, il quale si pronuncia entro 90 giorni. Trascorso tale termina senza il Ministero dell'interno si sia pronunciato, l'amministrazione può disporre la cessione degli atti sottratti alla libera consultabilità.

#### Strumenti
Nella valutazione, oltre ovviamente alla dose di soggettività e sensibilità di quest'ultimo, può avere a disposizione anche degli strumenti adatti:
1. Il Piano di conservazione (ex Massimario di conservazione o di scarto), compilato dalla Commissione di sorveglianza e scarto e regolato dalla legge 241 del 1990, (modificata con la legge 15/2005 e col Decreto Legislativo 35/2005), è uno strumento fondamentale durante la fase di deposito, in quanto «è lo strumento che consente di coordinare razionalmente lo scarto (cioè la destinazione al macero) dei documenti prodotti dagli organi centrali e periferici dello Stato»[9] e «indica per ciascuna partizione quali documenti debbano essere conservati permanentemente (e quindi versati dopo trent’anni dall’esaurimento degli affari nei competenti Archivi di Stato) e quali invece possono essere destinati al macero dopo cinque anni, dopo dieci anni, dopo venti anni, ecc»[9].
2. La campionatura. La campionatura deve basarsi su condizioni ben precise: bisogna scegliere bene il campione da selezionare e stabilire quanto consistente debba esserlo.

Nel caso in cui dovesse mancare il massimario di scarto, vi sono delle indicazioni ben precise su che cosa conservare ed eliminare:
1. Bisogna conservare: la documentazione preunitaria e comunque quella della fase storica e documenti d'interesse storico-istituzionali; i documenti molto recenti; i documenti non presenti altrove; i documenti che testimoniano le principali vicende istituzionali del soggetto, le funzioni, attività...e permettono di ricostruirne la storia; conservare gli strumenti di corredo e di ricerca (registri di protocollo, rubriche, inventari...); conservare documenti statistici e riassuntivi; bilanci, registri contabili; contratti; conservare i fascicoli del personale
2. Bisogna eliminare: la documentazione in bianco; i documenti preparatori quali bozze e minute.

#### Considerazioni sulle operazioni di scarto e selezione
(Codice internazionale di deontologia degli archivisti, art.4)
ll compito di queste commissioni è quella di distinguere i documenti in base al loro valore diretto e valore indiretto, ossia nel constatare la funzione primaria per cui sono stati creati (compito del soggetto produttore) e la possibile rilevanza storico-sociale per la società in cui quel soggetto produttore ha operato e per l'eventuale ricostruzione del soggetto stesso (compito dell'archivista di Stato). Se i documenti non presentano un possibile valore indiretto, si può procedere al loro scarto.
Nonostante la presenza di strumenti fondamentali quali i massimari di scarto (o piani di conservazione) e le campionature, non ci sono dei principi universalmente validi per la selezione e lo scarto, in quanto ogni ente ha una storia a sé rispetto ad un altro. In sostanza, è impossibile pensare che il giudizio durante quest'attività sia completamente obiettivo: c'è sempre una dose di soggettività da parte dei membri della commissione.  Nella selezione e nello scarto di un documento, dunque, si deve tenero conto di una serie di fattori quali:
1. Possibili sviluppi della ricerca per uno studioso.
2. Stare attenti a non eliminare documentazione che può essere utile a tutelare diritti.
3. Evitare di eliminare la documentazione che può danneggiare o intaccare la struttura dell'archivio stesso.

Il terzo punto ha fatto accendere un vivace dibattito tra gli archivisti in quanto lo scarto di un documento può significare intaccare il vincolo e quindi distruggere l'unità dell'archivio medesimo, anche se tutti sono giunti alla conclusione che l'attività di scarto è necessaria per l'economia gestionale dell'archivio.

### Le commissioni di sorveglianza e scarto negli enti pubblici e privati
Nel caso in cui si debba operare lo scarto di archivi di enti non statali ma pubblici (ospedali, Comuni, scuole) o di privati, la legislazione italiana non prevede l'attivazione delle commissioni di sorveglianza. Comunque, è previsto che questi enti abbiano per legge un proprio massimario di scarto e che possano proporre alla Soprintendenza archivistica e bibliografica di competenza l'elenco di documenti che l'ufficio o il soggetto propone di scartare, lasciando a quest'ultima la valutazione di procedere o meno.

### Glielenchi di scartoed esempi di documenti scartati
Gli elenchi di scarto sono elenchi di pezzi o delle serie da scartare che la Commissione di sorveglianza o l'ente pubblico/privato hanno approvato. Tali elenchi necessitano della notifica dei seguenti elementi:
- N. faldone / scatola
- Categoria: in base al titolario/piano di classificazione
- Descrizione/contenuto
- Estremi cronologici
- Peso (in kg)
- Motivo eliminazione (fare riferimento al massimario/piano di conservazione o altre motivazioni accettabili)

Un esempio di documentazione che viene scartata è quella legata ai cartellini dei dipendenti: i massimari di scarto indicano in genere una conservazione minima che va dai 5 al 25 anni, dopodiché si possono scartare perché la notizia di ciò che un dipendente ha fatto si trova anche nel fascicolo personale (dove si trovano i permessi messi per iscritto, ecc.), nell'archivio dell'ufficio ragioneria (buste paga), ecc. Un altro esempio di notizia ridondante è quella dei fogli scritti per ordinare materiale: di solito le informazioni sono contenute nelle fatture. Lo stesso vale per i solleciti e, talvolta, le lettere di accompagnamento. Per altri materiali che sono tenuti in copia, come quelli normalmente affidati ad altri enti, si procede spesso a uno scarto a campione: di {\displaystyle x} faldoni se ne conservano solo {\displaystyle x/100} (per esempio) solo per mantenere la memoria di tale pratica e della modulistica dell'epoca.

### Il versamento

#### Premesse
Conclusa da un lato la selezione per scartare, dall'altro si avvia la selezione dei documenti che possono essere versati e conservati a tempo indeterminato nella fase dell'archivio storico. La legge prescrive che la fase di versamento avvenga solo dopo quella di deposito (Art. 41 n. 3 del Codice dei beni culturali e del paesaggio).
Bisogna tenere presente che esistono modalità diverse per il versamento dei documenti nell'archivio storico a seconda se provengono dagli uffici statali o da altri soggetti produttori (enti pubblici o soggetti privati).

#### Il versamento per gli uffici statali (CC BB art. 41)
Gli uffici statali non dovrebbero essere dotati di un archivio storico, in quanto è loro compito consegnare alla Commissione di sorveglianza e scarto tutto il materiale sedimentato durante la fase di deposito che poi la verserà nell'Archivio di Stato locale o, nel caso di quasi tutti i ministeri, presso l'Archivio Centrale dello Stato. Per quanto riguarda il materiale degli uffici statali che si decide di far passare all'archivio storico, le Commissioni di sorveglianza devono tenere conto dell'articolo 41 del Codice dei beni culturali e del paesaggio il quale prescrive il versamento a seconda della documentazione:
- Il comma 1 prevede che gli uffici statali versino la loro documentazione dopo 30 anni di giacenza presso la fase di deposito. Eccezioni sono i versamenti delle liste di leva da parte del Ministero della Difesa (70 anni dalla classe di leva) e gli atti notarili conservati negli Archivi notarili distrettuali (100 anni dalla fine dell'attività di un determinato notaio).
- I commi 2 e 4 prevedono casi eccezionali di versamento, da parte degli uffici statali, agli Archivi di Stato o all'Archivio Centrale dello Stato: l'articolo 2 parla di pericolo per i documenti dovuti a calamità naturali; l'articolo 4 invece parla dell'eventuale soppressione dell'ufficio in questione.
- Il comma 3 esplica quanto ricordato prima sopra, ovvero che il versamento non può avvenire prima che sia stata effettuata l'operazione di scarto.
- Il comma 5 istituisce le Commissioni di scarto e sorveglianza.
- Il comma 6 prevede casi particolari in cui gli uffici dello Stato non debbano essere versati negli Archivi di Stato o all'Archivio Centrale dello Stato, ovvero: l'archivio del Ministero degli Esteri; i documenti del Ministero della Difesa riguardanti operazioni militari.

L'articolo 42 ricorda come anche gli archivi della Camera dei Deputati, del Senato, della Corte Costituzionale e la Presidenza della Repubblica non sono tenuti a versare all'Archivio Centrale dello Stato la loro documentazione.

#### Ildepositoper gli uffici pubblici
La normativa, in questo caso, non parla più di versamento ma di deposito. Un ente pubblico ha l'obbligo, secondo il Codice dei beni culturali e del paesaggio, di creare una sezione separata per l'archivio storico. Nel caso in cui l'ente pubblico non abbia la possibilità di tenere questa documentazione che ha raggiunto la maturità storica può chiedere all'Archivio di Stato locale di depositare, momentaneamente, tale materiale.

#### Le modalità di versamento dei soggetti privati
Per quanto riguarda i soggetti privati, questi ultimi potrebbero avere un archivio privato (che sia personale o di famiglia) e potrebbero decidere di versarlo nell'Archivio di Stato di competenza attraverso varie modalità, dopo il parere della Soprintendenza archivistica e bibliografica di riferimento.

##### Comodato
(Codice dei beni culturali e del paesaggio, Art. 44, n.1)
Con il comodato il privato può consegnare la propria documentazione considerata di interesse storico ad un AS per un tempo determinato di 10 anni. Vi sono però delle condizioni:
- La Soprintendenza archivistica e bibliografica di competenza deve valutare l'interesse storico di questa documentazione.
- L'Istituto di conservazione destinato a ricevere il fondo deve dare anche lui un suo parere.
- La DGA ha però l'ultima parola: è lei che deve dare il parere per il comodato.

##### Cessione
Con la cessione, prevista dalla legge 512 del 1982, si stabilisce la cessione di documenti per avere uno sconto sulle tasse. La procedura prevede la mediazione della Soprintendenza archivistica e bibliografica competente e dell'Istituto che dovrà conservare la documentazione. Rispetto al comodato, con la cessione c'è il passaggio definitivo.

##### Donazione
Anche nel caso del dono un privato può decidere di lasciare il proprio archivio a quello di Stato, con l'accordo di tutti gli eredi. La convenzione che dev'essere stipulata deve precisare anche le modalità di accesso al fondo. La donazione è disciplinata dal Titolo V del Codice Civile: per donazioni inferiori a 10.000 euro è sufficiente una scrittura privata; negli altri casi la manifestazione di volontà dev'essere resa con un atto pubblico. Anche in questo caso, per valutare se tale donazione è oggetto d'interesse, devono intervenire Sovrintendenza archivistica e bibliografica, l'Istituto Conservatore destinato a ricevere e la DGA.

##### Vendita
Talvolta, gli Istituti Conservatori possono acquistare interi archivi che i privati mettono sul mercato spesso si trovano interi archivi. Dopo aver verificato che il materiale sia solo di natura archivistica, bisogna accertarsi che il trasporto non danneggi e non l'alteri l'ordine archivistico e i numeri di corda. Infine, la documentazione deve essere elencata in un elenco di versamento da consegnare all'Istituto Conservatore.

### Esplicative
1. ↑  Quando la proposta è approvata il materiale, in Italia, veniva obbligatoriamente prelevato, a partire da un regio decreto del 1928, dalla Croce Rossa Italiana, che dopo aver fatto una pesa del materiale lo porta al macero in una cartiera, con addetti che garantiscano la distruzione nella macchina spappolatrice. Con questo compito si voleva dare una fonte di guadagno dalla cessione della carta alle cartiere private per la Croce Rossa. Dal 2001 le pubbliche amministrazioni possono servirsi di ditte specializzate che vengono appaltate su autorizzazione del Ministero dei Beni Culturali.
2. ↑  Se Eugenio Casanova rimarcava che tutto nell'archivio è utile (“dalla nota del bucato, dall'appunto informe ed inconcludente, dall'indizio indecifrabile al trattato internazionale, al contratto, alla corrispondenza”), dall'altra ammetteva che è impossibile conservare tutto: “l'archivio non può essere né un cimitero, né un negozio di carta straccia”.

Claudio Pavone, decenni dopo, giunse a ritenere che lo scarto fosse una delle attività principali dell'archivista. Sulla stessa linea si pone Paola Carucci, la quale avverte che bisogna stare attenti a non intaccare il vincolo. Secondo la Carucci, per evitare ciò, è necessario conservare i documenti che ci permetteranno in futuro di ricostruire la storia del soggetto produttore.

### Bibliografiche
1. ↑  Nel D.P.R. 1409/1963 si prevedeva 40 anni, poi confermata nel decreto legislativo 42/2004, ossia il Codice dei beni culturali (art. 41, comma 1). Questo termine è stato recentemente modificato con il D.L. n. 83 del 31 maggio 2014 che lo ha appunto abbassato a 30 anni (art. 12, comma 4, lettera a). Cfr. D.L. 31 maggio 2014, n. 83.
2. 1 2  Ci sono comunque dei limiti di consultabilità: 70 anni se un atto riguarda una persona; 50 se riguarda un ente; è riservata se riguarda la sfera morale, religiosa, politica, sessuale, sanitaria, ecc.
3. ↑  D.P.R. 1409/1963 art. 30.
4. ↑  Romiti, cit., pag. 80.
5. ↑  DPR 1049/1963.
6. ↑  Commissioni di Sorveglianza.
7. ↑  Codice dei beni culturali e del paesaggio, Art. 41, comma 3.
8. ↑  «I dirigenti degli uffici sono responsabili della conservazione e della corretta gestione degli archivi, nonché dalla regolare tenuta degli inventari e degli altri strumenti necessari all'esercizio del diritto di accesso ai documenti amministrativi».
9. 1 2  Carucci, p. 213.
10. ↑  La normativa è prevista dall'articolo 68 del D.P.R. 28 dic. 2000, n. 445. Cfr. Lo scarto
11. ↑  Codice dei beni culturali e del paesaggio, Art. 41, n.3: «Nessun versamento può essere ricevuto se non sono state effettuate le operazioni di scarto».
12. ↑  Codice dei beni culturali e del paesaggio, Art. 42.
13. ↑  Codice dei beni culturali e del paesaggio, Art. 30:
«Lo Stato, le regioni, gli altri enti pubblici territoriali nonché ogni altro ente ed istituto pubblico hanno l'obbligo di garantire la sicurezza e la conservazione dei beni culturali di loro appartenenza.»
14. ↑  Legge 512/1982, Art. 6-7; Ghezzi, pp. 535-544
15. ↑  Codice Civile, art. 783.
16. ↑  Donazione di archivi e singoli documenti.